# Station Azerailles
Station Azerailles is een spoorwegstation in de Franse gemeente Azerailles.